# Navantia
Navantia (dawniej Bazán lub IZAR) – hiszpańska firma stoczniowa, która oferuje swoje usługi dla sektora wojskowego i cywilnego. Jest to 5. co do wielkości firma stoczniowa w Europie a 9. na świecie.

## Historia
Po hiszpańskiej wojnie domowej, państwo opiekowało się arsenałem wojskowym. W 1947 założono przedsiębiorstwo stoczniowe Empresa Nacional Bazán, która opierała się na zagranicznej technologii. Z czasem Bazan zaczął rozwijać projekty własnych statków.
IZAR została założona w grudniu 2000 r. w wyniku połączenia Astilleros Españoles SA (AESA) i Empresa Nacional Bazán. IZAR w 2005 r. został przejęty przez nowo utworzoną spółkę Navantia.

## Produkty
- Lotniskowce

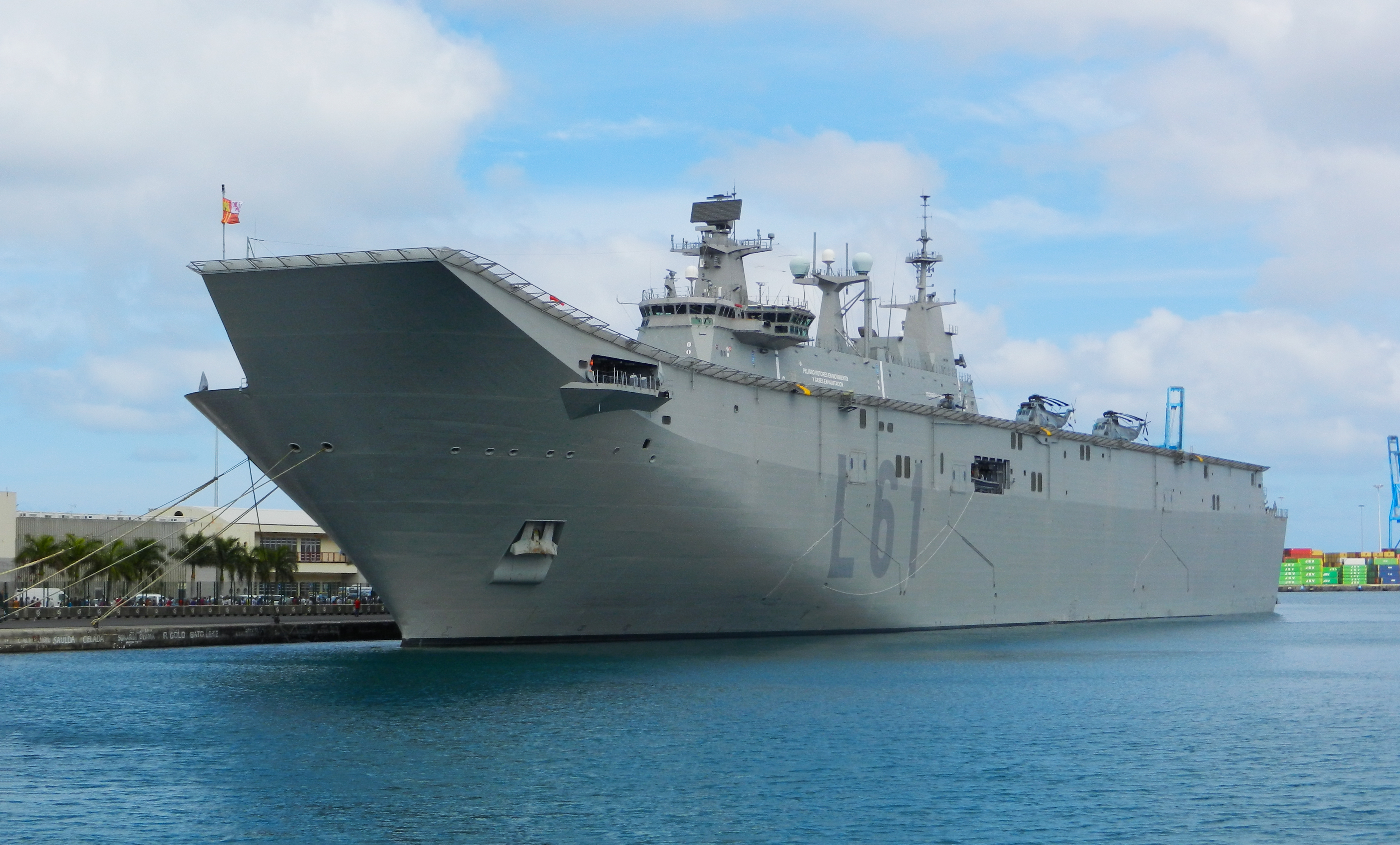
Okręt uniwersalny Juan Carlos I

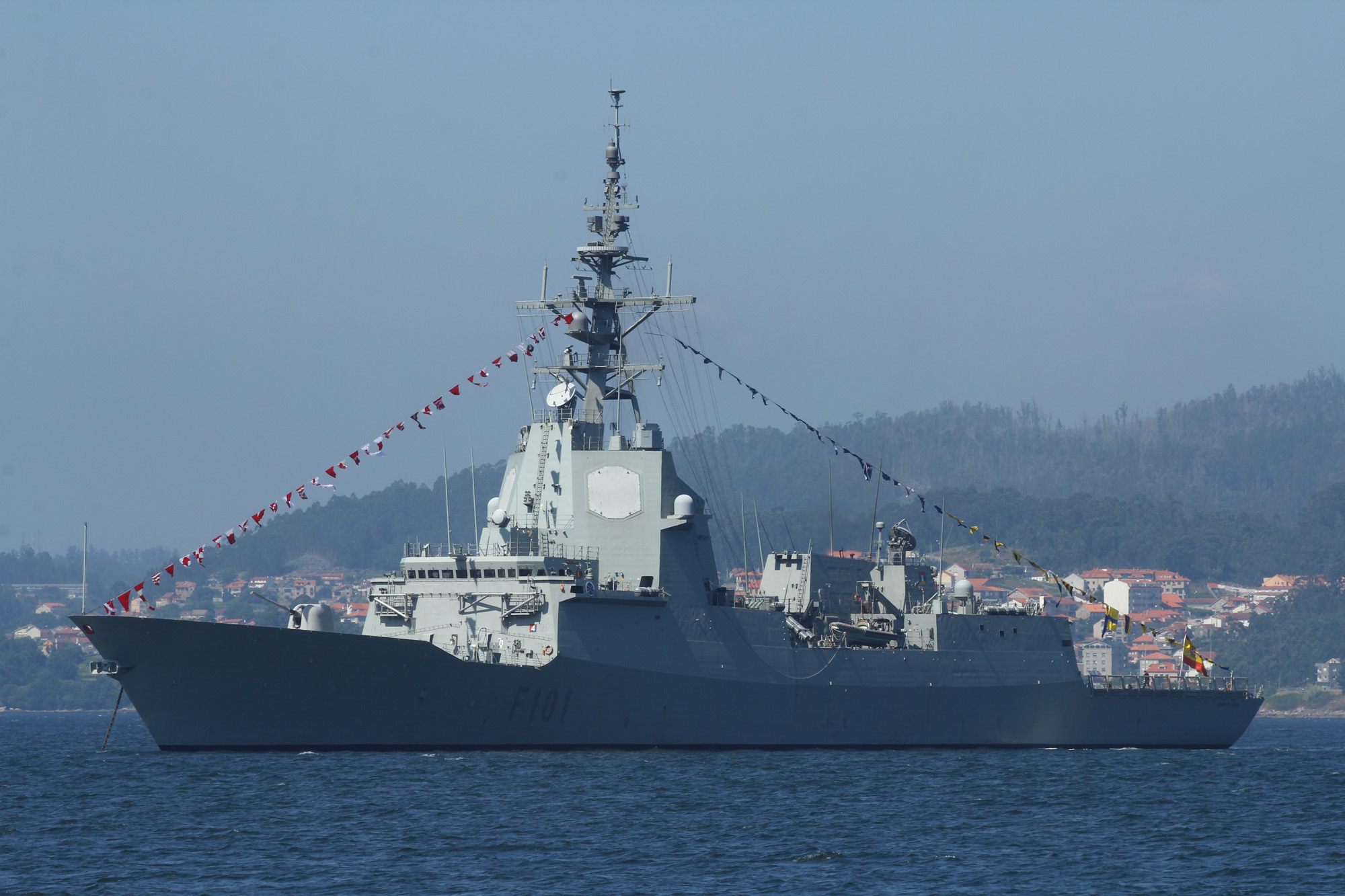
Fregata rakietowa Álvaro de Bazán

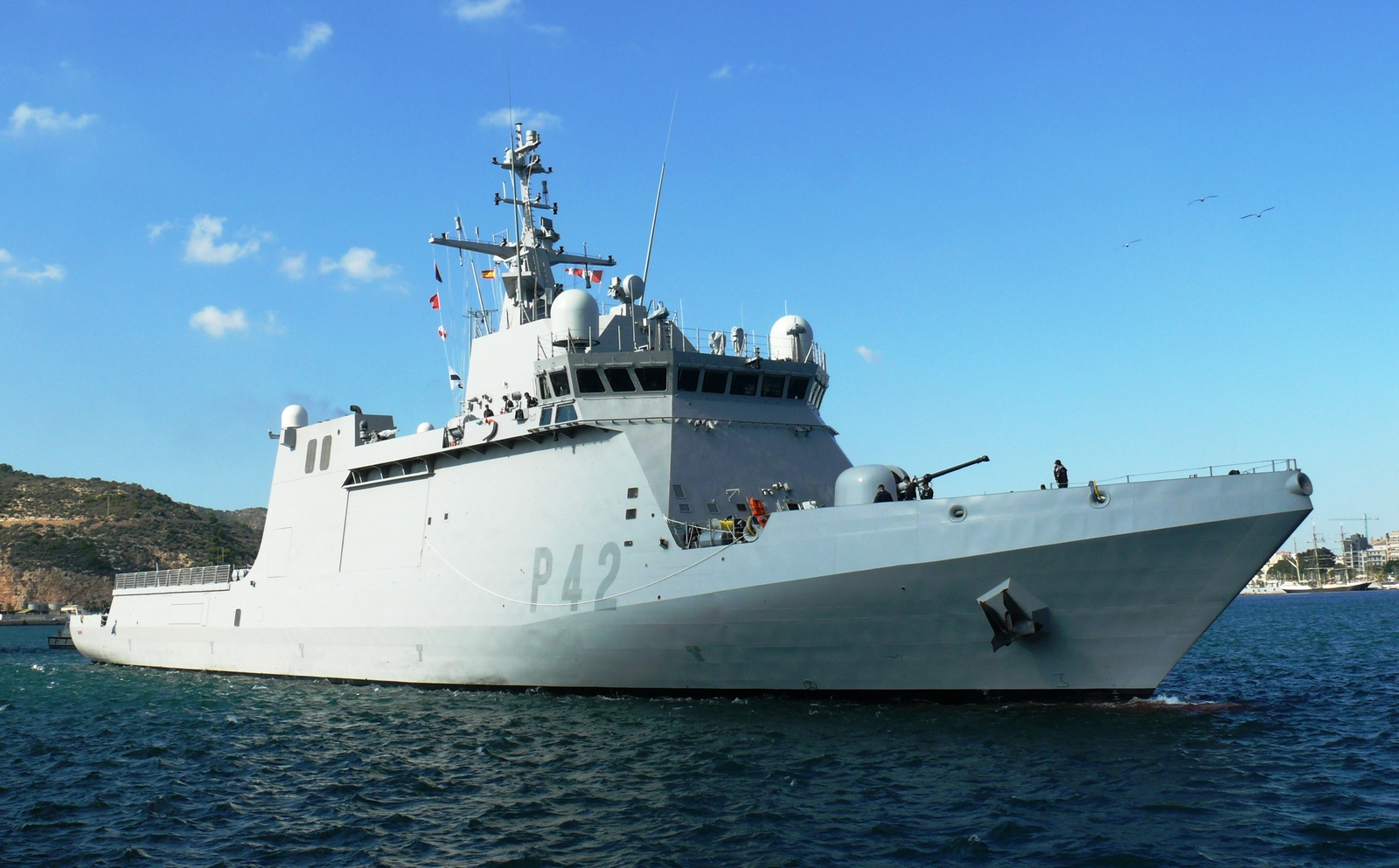
Okręt patrolowy Rayo P42 typu Meteoro

  - "Principe de Asturias" dla Hiszpanii
  - "Chakri Naruebet" dla Tajlandii
- Okręty uniwersalne, desantowe:
  - "Juan Carlos I" (z funkcją lotniskowca) dla Hiszpanii
  - okręty desantowe typu Canberra dla Australii
  - okręty desantowe typu Galicia dla Hiszpanii
  - barki desantowe LCM-1E dla Hiszpanii, Włoch, Turcji i Australii
- Fregaty, niszczyciele
  - fregaty rakietowe typu Álvaro de Bazán dla Hiszpanii
  - fregaty rakietowe typu Fridtjof Nansen dla Norwegii
  - niszczyciele rakietowe typu Hobart dla Australii
- Okręty zaopatrzeniowe
  - okręt zaopatrzeniowy Cantabria dla Hiszpanii
  - okręt zaopatrzeniowy Patiño dla Hiszpanii
- Okręty patrolowe
  - Okręty patrolowe typu Meteoro dla Hiszpanii:
    - Meteoro (P-41)
    - Rayo (P-42)
    - Relámpago (P-43)
    - Tornado (P-44)
    - Audaz (P-45)
    - Furor (P-46)

  - Okręty patrolowe typu Guaiquerí (POVZEE) dla Wenezueli
  - Okręty patrolowe typu Guaicamacuto dla Wenezueli
  - Okręty patrolowe typu Mantilla dla Argentyny
  - szereg mniejszych jednostek (do 100 m długości)
- Okręty podwodne
  - okręty podwodne typu S-80 (w produkcji)
  - okręty podwodne typu Scorpène (wraz z Francją)
- Okręty innych typów (kilkadziesiąt sztuk)